# Niedermörmter

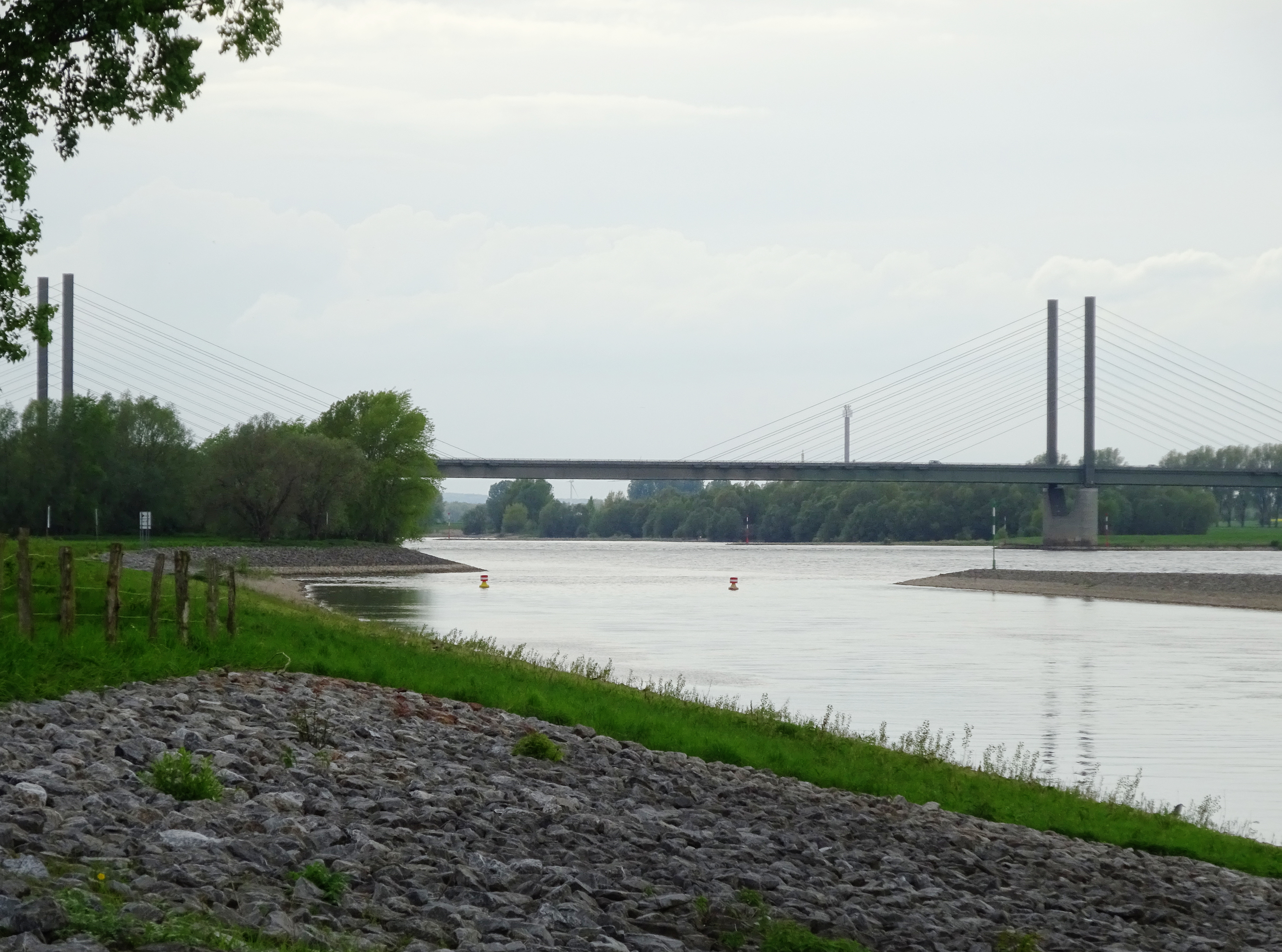
Rheinbrücke

Niedermörmter ist ein Stadtteil von Kalkar. Niedermörmter liegt etwa 8 km östlich von Kalkar, linksrheinisch gegenüber von Rees.

## Geschichte und Beschreibung
Niedermörmter gehörte einst zu Rees. Damals trennte der Rhein die beiden Orte noch nicht und Niedermörmter lag auf der rechten Flussseite. Der Rhein verlegte aber sein Bett und fließt jetzt östlich von Niedermörmter entlang.
Seit 1392 gehörte das Dorf zur Grafschaft und späterem Herzogtum Kleve. Am 1. Juli 1969 wurde Niedermörmter durch das Gesetz zur Neugliederung des Landkreises Kleve nach Kalkar eingemeindet.
Die Rheinbrücke Rees-Kalkar brachte Niedermörmter seit 1967 einen wirtschaftlichen Aufschwung, da die Brücke linksrheinisch in Niedermörmter anschließt.
Nahe an Niedermörmter liegt das Naturschutzgebiet Reeserschanz. Seit dem Frühjahr 1996 kann zu Fuß oder mit dem Rad im Sommer die Fähre „Rääße Pöntje“ an Rheinkilometer 837,3 genutzt werden, um zwischen Reeserschanz und Rees überzusetzen.
Im Außengebiet des Dorfes befindet sich die öffentliche Golfanlage „Mühlenhof Golf & Country Club“.

## Vereine
Der SV Hönnepel-Niedermörmter ist der bekannteste Fußballverein des Ortes.
Der M.G.V. Abendstern 1922 e. V. organisiert einen Großteil der Festveranstaltungen im Ort. Das über die Kreisgrenze bekannte „Woyfest“ ein fester Bestandteil der MGV-Aktivitäten. 

## Bildergalerie

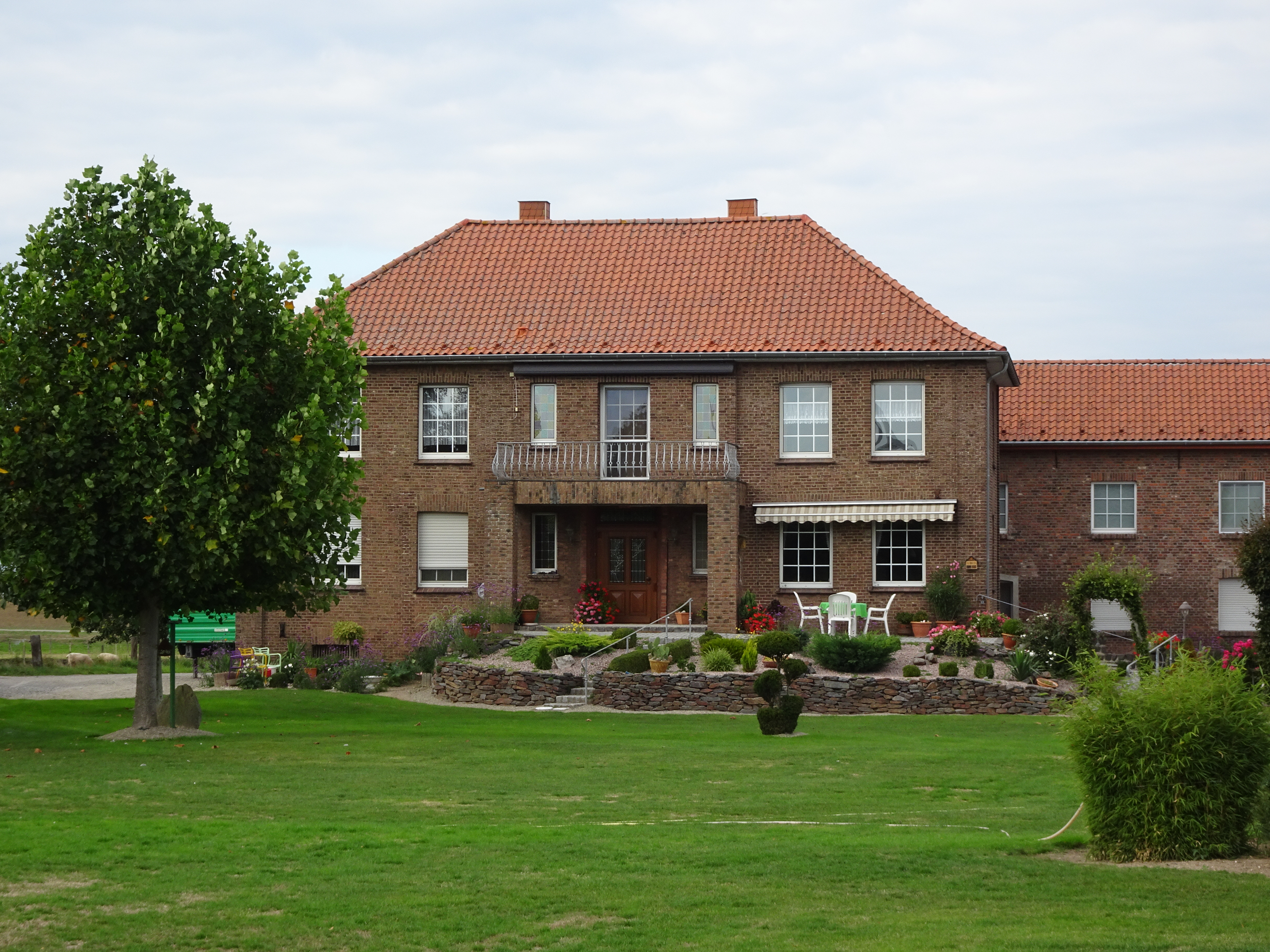
Rheinstraße 519
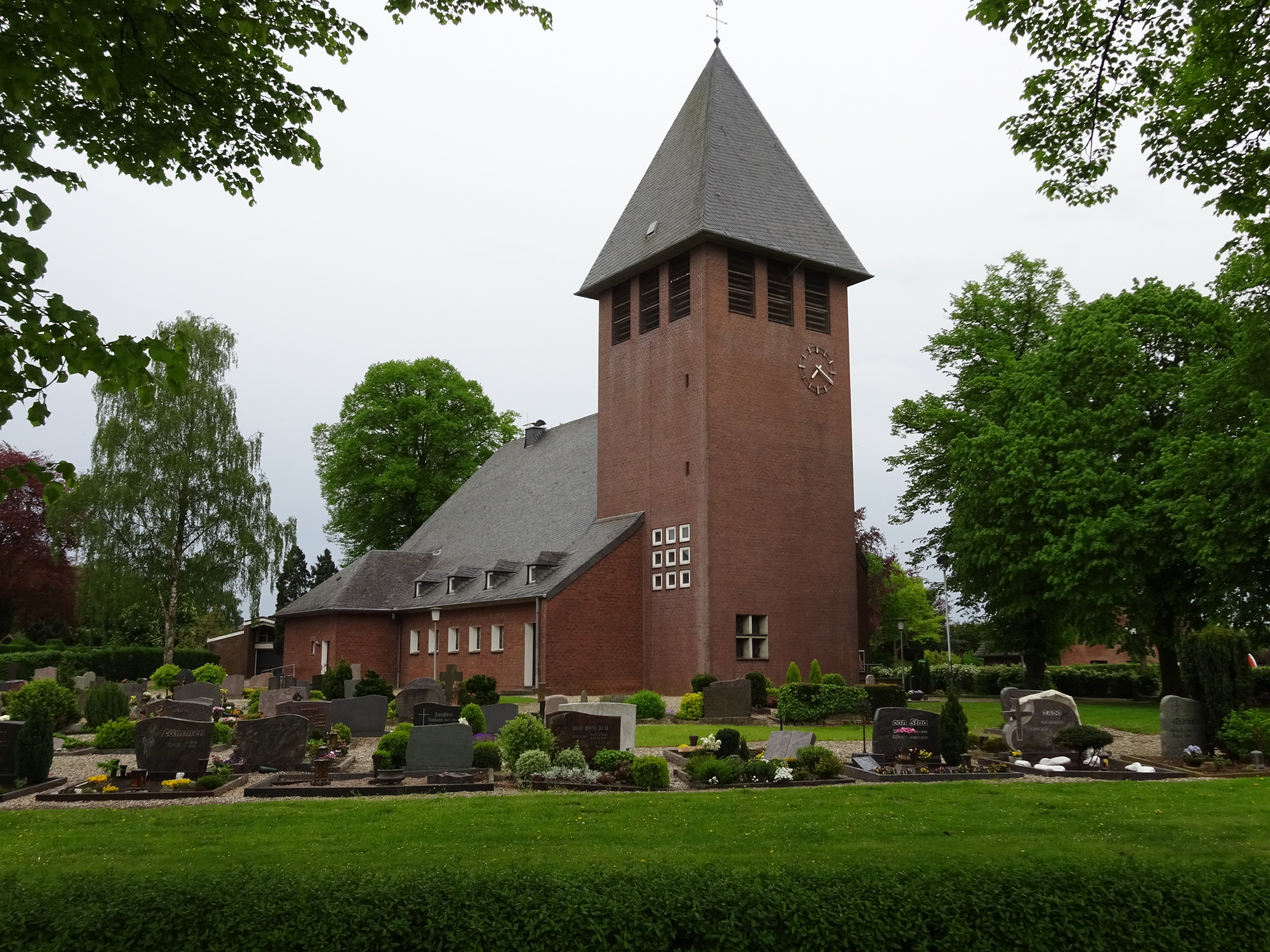
St. Barnabas
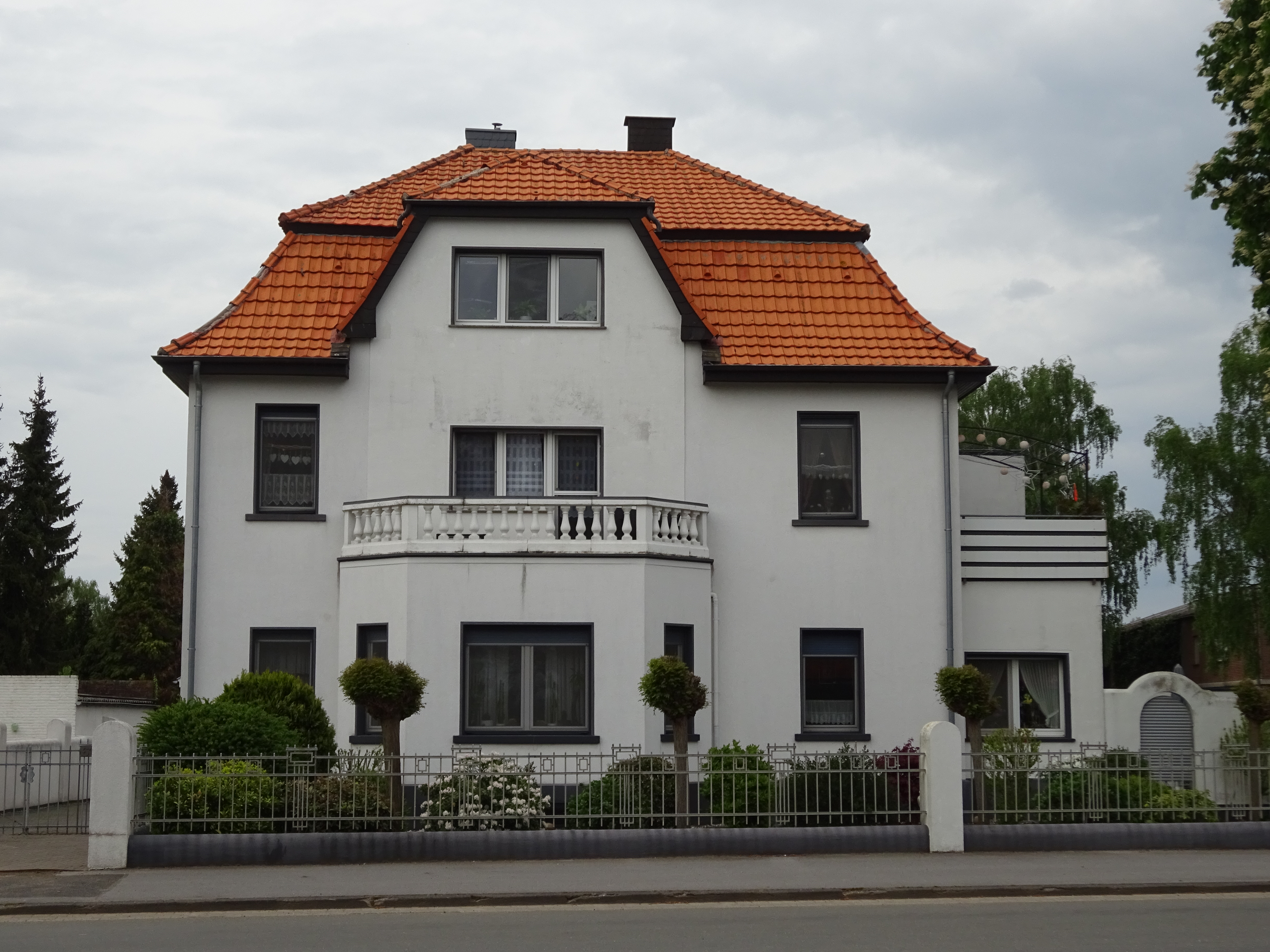
Rheinstraße 617
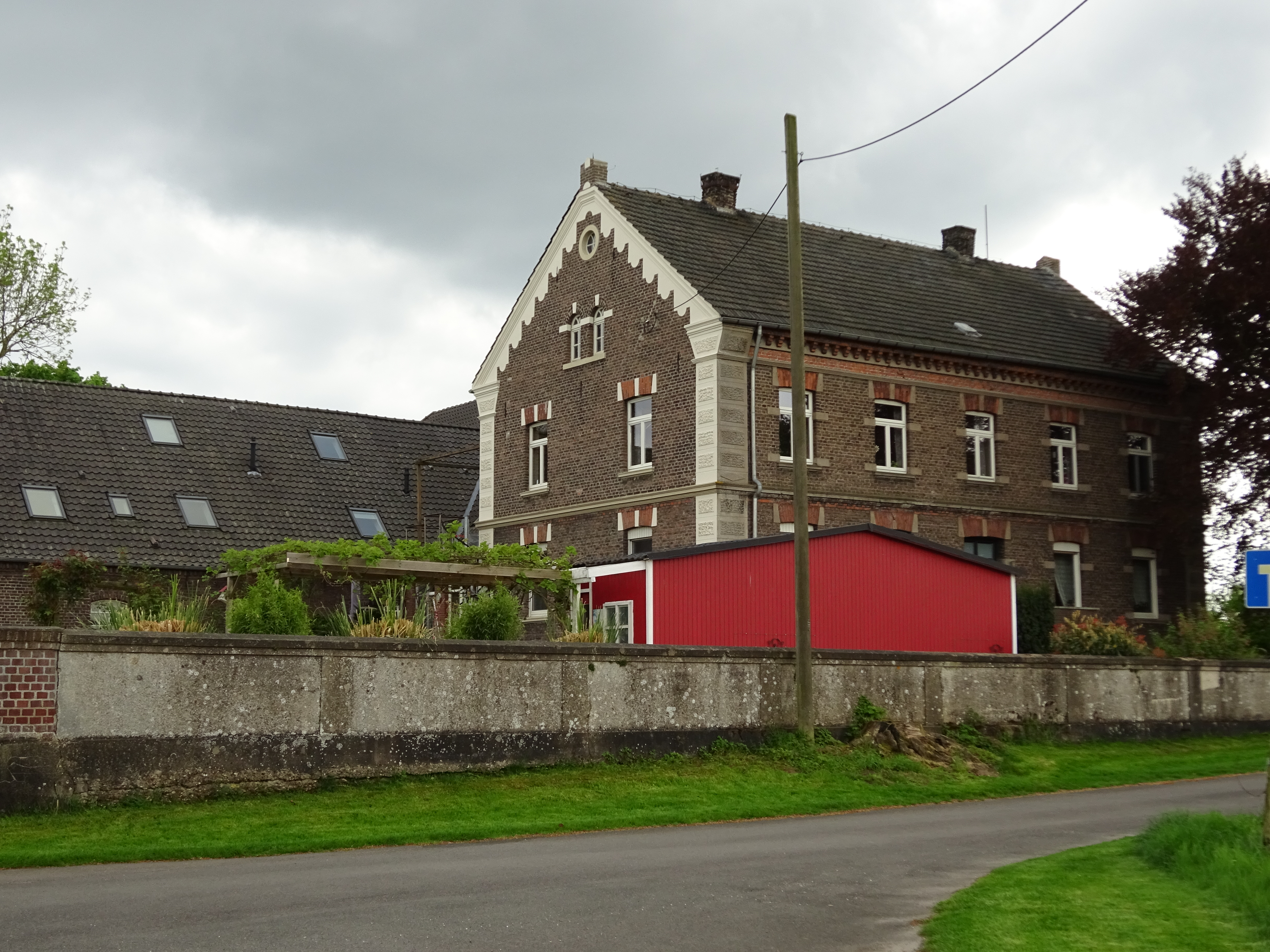
Reeserschanz